# Утопия
Утопия (на гръцки: οὐ – „не“ и τόπος – „място“, т.е. „не място“ или „място, което не съществува“) изобразява един желан, съвършен свят, който е различен от реално съществуващия.
Най-устойчивите компоненти на утопиите произтичат от разбирането за идеала, който трябва да бъде постигнат. В повечето случаи той се свежда до премахване на отношенията на господство и подчинение и оттам на неравенство в разпределението на благата. Постигането на социално равенство означава изключване на насилието, войната и принудата на хората да вършат нещо против волята си. Съвместният хармоничен живот в обществото се постига чрез тяхното правилно възпитание и обучение в принципите на съвършения свят.

## Популярни утопии
Най-известните литературни произведения, описващи утопични обществени модели са:
- „Държавата“ на Платон[1]
- „Утопия“ на Томас Мор (1516 г.)[2]
- „Новата Атлантида“ на Френсис Бейкън (1627 г.)
- „Градът на слънцето“ на Томазо Кампанела (1602 г.)[3]
- „Поглед назад“ на Едуард Белами (1888 г.)
- „Новини отникъде“ на Уилям Морис (1891 г.)

Други популярни автори на утопии са Робърт Оуен, Анри дьо Сен-Симон, Шарл Фурие, Етиен Кабе и други.
Известни са няколко хиляди утопии, които могат да се класифицират според постоянните теми и структури, които се съдържат в тях. Като основна причина за злините се посочват частната собственост и неравномерното разпределение на благата. Често срещано решение е управление на просветен елит от учени и мъдреци, а също и идеално демократично управление „от всички“.